# Telde
Telde é um município da Espanha, na ilha da Grã Canária, província de Las Palmas, comunidade autónoma das Canárias. Tem 102,43 km² de área e em 2021 tinha 102 769 habitantes (densidade: 1 003,3 hab./km²).

## Demografia
| Variação demográfica do município entre 1991 e 2004 | Variação demográfica do município entre 1991 e 2004 | Variação demográfica do município entre 1991 e 2004 | Variação demográfica do município entre 1991 e 2004 |
| --------------------------------------------------- | --------------------------------------------------- | --------------------------------------------------- | --------------------------------------------------- |
| 1991                                                | 1996                                                | 2001                                                | 2004                                                |
| 77356                                               | 84389                                               | 87949                                               | 94862                                               |

| Noroeste: [Santa Santa Brígida     | Norte: Las Palmas de Gran Canaria |                         |
| Oeste: Valsequillo de Gran Canaria | Telde                             | Leste: Oceano Atlântico |
|                                    | Sul: Ingenio                      |                         |

## Infraestrutura
O sítio aeroportuário do Aeroporto de Gran Canária fica entre Telde e Ingenio.